# Blanchard (cráter)
Blanchard es un cráter de impacto que se encuentra en la cara oculta de la Luna, justo detrás del limbo sudoeste, al sursudoeste del cráter Arrhenius, y al noroeste de Pilâtre. Más al sur, se halla el terreno accidentado al norte de la llanura amurallada del cráter Hausen.
El borde de Blanchard está desgastado y redondeado, con un ligero elongamiento a lo largo de la dirección noreste. Presenta una ruptura en el lado noroeste, provocada por otro cráter de impacto. Las dos formaciones casi se han fusionado, y comparten el mismo suelo interior. El resto del borde presenta otra serie de roturas causadas por impactos, particularmente a lo largo del sector sudeste. El piso interior, aunque algo accidentado, no contiene un pico central u otras características notables.
Antes de su cambio de nombre en 1991, era considerado el cráter satélite Arrhenius P.
Este cráter se encuentra dentro de la Cuenca Mendel-Rydberg, una amplia depresión de impacto (con un diámetro de 630 km) del Período Nectárico.